# Bundesliga Femenina 1999-00
La Bundesliga Femenina 1999-00 fue la 10.ª edición de la máxima categoría de la liga de fútbol femenino de Alemania. Comenzó el 29 de agosto de 1999 y terminó el 21 de mayo de 2000. El equipo campeón fue FCR 2001 Duisburgo y el subcampeón 1. FFC Frankfurt.

## Clasificación
| Pos. | Equipo                   | Pts. | PJ | G  | E | P  | GF | GC | Dif. | Clasificación o descenso  |
| ---- | ------------------------ | ---- | -- | -- | - | -- | -- | -- | ---- | ------------------------- |
| 1    | FCR 2001 Duisburgo (C)   | 60   | 22 | 20 | 0 | 2  | 85 | 10 | +75  | Campeón                   |
| 2    | 1. FFC Frankfurt         | 45   | 22 | 14 | 3 | 5  | 67 | 13 | +54  |                           |
| 3    | Sportfreunde Siegen      | 42   | 22 | 13 | 3 | 6  | 47 | 28 | +19  |                           |
| 4    | 1. FFC Turbine Potsdam   | 41   | 22 | 13 | 2 | 7  | 43 | 27 | +16  |                           |
| 5    | Brauweiler Pulheim       | 39   | 22 | 11 | 6 | 5  | 50 | 30 | +20  |                           |
| 6    | SC 07 Bad Neuenahr       | 38   | 22 | 12 | 2 | 8  | 41 | 28 | +13  |                           |
| 7    | WSV Wolfsburg-Wendschott | 35   | 22 | 10 | 5 | 7  | 46 | 37 | +9   |                           |
| 8    | FFC Flaesheim-Hillen     | 20   | 22 | 6  | 2 | 14 | 23 | 74 | −51  |                           |
| 9    | FSV Frankfurt            | 19   | 22 | 6  | 1 | 15 | 28 | 52 | −24  |                           |
| 10   | 1. FC Saarbrücken        | 18   | 22 | 5  | 3 | 14 | 25 | 39 | −14  |                           |
| 11   | 1. FFC Niederkirchen     | 14   | 22 | 4  | 2 | 16 | 16 | 63 | −47  | Desciende a 2. Bundesliga |
| 12   | 1. FC Nürnberg           | 9    | 22 | 2  | 3 | 17 | 15 | 85 | −70  | Desciende a 2. Bundesliga |

 Fuente: 

## Goleadoras

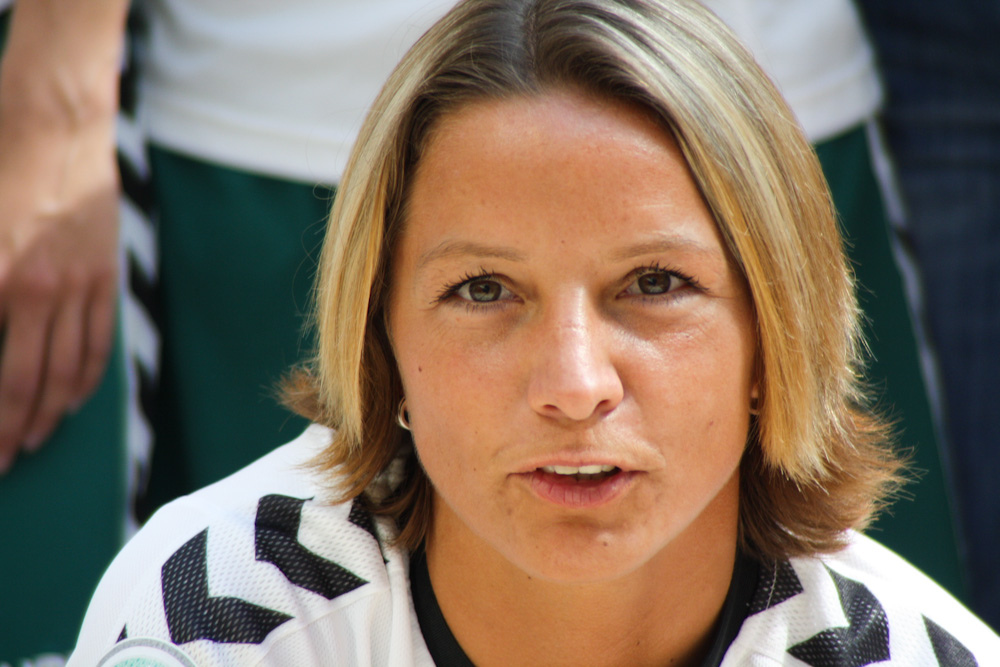
Inka Grings, goleadora de la temporada.

| Posición | Jugadora         | Club                     | Goles |
| -------- | ---------------- | ------------------------ | ----- |
| 1        | Inka Grings      | FCR 2001 Duisburgo       | 38    |
| 2        | Claudia Müller   | WSV Wolfsburg-Wendschott | 22    |
| 3        | Conny Pohlers    | 1. FFC Turbine Potsdam   | 17    |
| 3        | Birgit Prinz     | 1. FFC Frankfurt         | 17    |
| 3        | Petra Unterbrink | Brauweiler Pulheim       | 17    |
| 6        | Martina Müller   | FSV Frankfurt            | 15    |
| 6        | Merete Pedersen  | Sportfreunde Siegen      | 15    |
| 8        | Renate Lingor    | 1. FFC Frankfurt         | 13    |
| 9        | Jennifer Meier   | 1. FFC Frankfurt         | 12    |
| 9        | Maren Meinert    | FCR 2001 Duisburgo       | 12    |